# Jingkang (Ajibarang)
Jingkang is een bestuurslaag in het regentschap Banyumas van de provincie Midden-Java, Indonesië. Jingkang telt 5243 inwoners (volkstelling 2010).